# Marchagaz
Marchagaz è un comune spagnolo di 389 abitanti situato nella comunità autonoma dell'Estremadura.